# Tayloria pocsii
Tayloria pocsii là một loài rêu trong họ Splachnaceae. Loài này được A.K. Kop. mô tả khoa học đầu tiên năm 1975.